# Joseph Victorin Nevinger
Joseph Victorin Nevinger, né le 6 mars 1736 à Boulay (duché de Lorraine), mort le 28 avril 1808 à Phalsbourg (Meurthe), est un général de division de la Révolution française.

## États de service
Il entre en service le 10 avril 1748, comme lieutenant au bataillon des milices d'Autun et en 1755 il intègre la garde du corps du roi de Pologne. Le 1er octobre 1756 il devient enseigne au régiment d'Hanhalt, puis lieutenant le 24 juin 1757, sous-aide major avec rang de capitaine le 17 juin 1770, capitaine le 14 janvier 1772, capitaine commandant le 8 juin 1776, et major au régiment d'Alsace le 20 février 1783.
Lieutenant-colonel le 15 avril 1784, colonel le 28 juillet 1791, il est promu maréchal de camp le 24 septembre 1792, et il commande la 2e brigade de l’avant-garde de l’armée des Vosges sous Custine. Il assiste à la prise de Spire le 30 septembre, puis à celle de Worms le 4 octobre, et enfin à la prise de Francfort-sur-le-Main le 23 octobre. Il est élevé au grade de lieutenant-général le 28 octobre 1792.
Il participe à la campagne sur le Rhin en 1792-1793, et le 2 décembre 1792, il couvre la retraite de la garnison de Francfort, prend part au combat de Stromberg le 20 mars 1793, combat à Bingen le 28 mars, où il est fait prisonnier et est emmené à Magdebourg. Mis en non activité le 15 mai 1793, il est admis à la retraite le 31 mars 1796.
Il meurt le 28 avril 1808, à Phalsbourg.

## Sources
- (en) « Generals Who Served in the French Army during the Period 1789 - 1814: Eberle to Exelmans »
- (pl) « Napoléon.org.pl »
- Louis Antoine Michel, Biographie historique et généalogique des hommes marquants de l'ancienne province de Lorraine, Nancy, C.J Hissette, 1829, 436 p. (lire en ligne), p. 390.
- Charles Théodore Beauvais et Vincent Parisot, Victoires, conquêtes, revers et guerres civiles des Français, depuis les Gaulois jusqu’en 1792, tome 26, C.L.F Panckoucke, janvier 1822, 414 p. (lire en ligne), p. 115.
- Georges Six, Dictionnaire biographique des généraux & amiraux français de la Révolution et de l'Empire (1792-1814), Paris : Librairie G. Saffroy, 1934, 2 vol., p. 252-253